# Слипи-Холлоу (кладбище)
«Слипи-Холлоу» (англ. Sleepy Hollow Cemetery) — кладбище в деревне Слипи-Холлоу, штат Нью-Йорк, США.
На кладбище расположены могилы многих известных личностей, в том числе писателя Вашингтона Ирвинга. Названное в 1849 году кладбищем «Тарритаун», оно было переименовано по просьбе Ирвинга (буквальный перевод названия — «Сонная Лощина», в честь рассказа Ирвинга «Легенда о Сонной лощине»).

## История

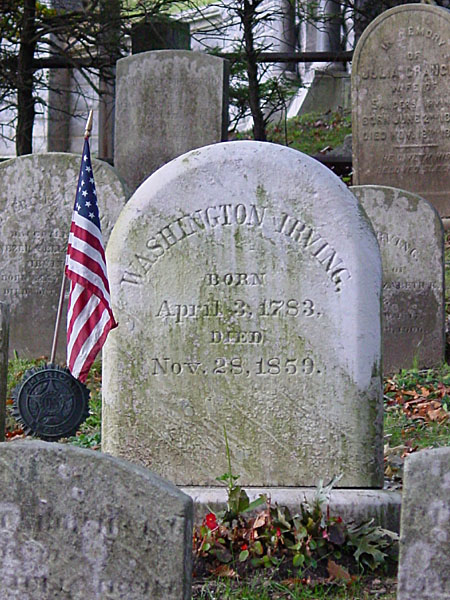
Могила Вашингтона Ирвинга

Кладбище некоммерческое, нерелигиозное, площадью примерно в 36 га. Оно граничит с церковным двором колониальной эпохи, который стал прототипом места действия «Легенды о Сонной лощине». В поместье семьи Рокфеллеров, земли которого примыкают к кладбищу, находится частное кладбище Рокфеллеров.
В 1894 году под руководством Марциуса Д. Раймонда, издателя местной газеты «Тарритаун Аргус», были собраны средства на строительство гранитного памятника в честь похороненных на кладбище солдат американской революционной войны.
В хранилище кладбища были сняты несколько натурных сцен фильма «Дом мрачных теней» 1970 года.
Кладбище было включено в Национальный реестр исторических мест США в 2009 году.

## Значимые памятники
Мавзолей Хелмсли, место последнего упокоения Гарри и Леоны Хелмсли, имеет окно с витражным стеклом, из которого открывается вид на Манхэттен. Он был построен Миссис Хелмсли за 1,4 миллиона долларов в 2007 году. Она распорядилась перенести тело мужа с места его упокоения на кладбище Вудлон в новый мавзолей.

## Знаменитые захоронения
На кладбище Сонная Лощина похоронены многие известные люди:
- Виола Аллен (1867—1948) — актриса[5]
- Джон Дастин Арчболд[англ.] (1848—1916) — директор Standard Oil Company
- Элизабет Арден (1878—1966) — предпринимательница, основавшая косметическую империю[6]
- Брук Астор (1902—2007) — благотворительница и светская личность[7]
- Уильям Винсент Астор (1891—1959) — благотворитель и предприниматель из рода Асторов
- Лео Бакеланд (1863—1944) — химик и изобретатель, в его честь назван бакелит. Об убийстве жены его внука Барбары его правнуком Тони рассказывается в книге Savage Grace
- Роберт Ливингстон Бикман[англ.] (1866—1935) — американский политик и губернатор штата Род-Айленд
- Холбрук Блинн (1872—1928) — актер
- Генри Ивлин Блисс (1870—1955) — разработал классификационную систему библиотеки Блисс
- Артур Боданцки (1877—1939) — дирижер Метрополитен-оперы
- Майор Эдвард Боуз[англ.] (1874—1946) — радиоведущий
- Элис Брейди (1892—1939) — актриса
- Эндрю Карнеги (1835—1919) — предприниматель и благотворитель[7], надгробие создано шотландским скульптором Джорджем Генри Паулином[англ.]
- Луиза Уитфилд Карнеги[англ.](1857—1946) — жена Эндрю Карнеги
- Уолтер Крайслер (1875—1940) — сдал в эксплуатацию Крайслер-билдинг и основал концерн Chrysler